# هموكيد
هموكيد أو مركز الدفاع عن الفرد (بالعبرية: המוקד) هو منظمة لحقوق الإنسان في إسرائيل أسسها الدكتور لوت زلتسبيرغر بهدف معلن هو «مساعدة الفلسطينيين الذين يتعرضون إلى الاحتلال الإسرائيلي، والذي يسبب انتهاكا صارخًا مستمرًا لحقوقهم» وتقول هموكيد أنها تعمل على إنفاذ معايير وقيم القانون الدولي لحقوق الإنسان والقانون الإنساني الدولي، وبحسب وزيرة العدل الإسرائيلية أيليت شاكيد، فإن هموكيد تنخرط في "خطاب عنصري" وتدعم ما وصفته بحركة المقاطعة المناهضة لإسرائيل وسحب الاستثمارات وفرض العقوبات.
أُسس المركز عام 1988 وسمي وقتها «مركز الشكاوى ضد العنف» عقب أحداث الانتفاضة الأولى وبدأ بمعالجة قضايا الفلسطينيين المتضررين من سياسة «كسر العظام». ومن ثم، ومن باب التجاوب مع الطلبات التي تلقاها المركز من قبل الفلسطينيين القاطنين في مناطق القدس الشرقية، الضفة الغربية وقطاع غزة، بدأ بالتوسع وتقديد المساعدة والمتابعة للعديد من قضايا انتهاك حقوق الإنسان.

## الأهداف
تهدف المنظمة، كسائر المنظمات في سجل إسرائيل للمنظمات غير الربحية، لـ "تقديم المساعدة للأشخاص الذين وقعوا ضحية لأعمال العنف أو الإساءة أو الحرمان من الحقوق الأساسية من قبل السلطات الحكومية (بما في ذلك الحكومة المحلية)، وخاصة أولئك الذين يحتاجون إلى المساعدة. في نقل شكاواهم إلى هذه السلطات، وكذلك لحماية الحقوق الأساسية بأي طريقة أخرى، بما في ذلك تقديم الطلبات إلى الحالات القانونية ومن بينها - التماسات إلى المحكمة العليا في إسرائيل، في المواضيع الاتية:
- المكانة القانونية لسكان شرقي القدس
- التنقّل بدون قيود
- حقوق الأسرى
- هدم البيوت
- إعادة جثامين الفلسطينيين إلى عائلاتهم[2]

## أنشطة
مع لجوء فلسطينيين من الضفة الغربية وقطاع غزة والقدس الشرقية إلى هموكيد بقضايا إضافية، وسعت المنظمة أنشطتها للتعامل مع انتهاكات حقوق الإنسان في مجالات أخرى كذلك، وتشمل هذه حقوق المعتقلين وحقوق الإقامة وتوحيد الأسرة وحرية الحركة والعنف من قبل قوات الأمن والمستوطنين تجاه الفلسطينيين؛ وهدم البيت العقابي.
كما تقوم هموكيد بتشغيل خط ساخن لحقوق الإنسان في حالات الطوارئ من أجل محاولة تقديم حلول في الوقت المناسب من خلال العمل مع السلطات المختصة في هذا المجال، تشمل حالات الطوارئ تلك الناشئة عن القيود المفروضة على التنقل داخل الأقاليم ومن العنف ومن التأخير في إجلاء الجرحى والمرضى والنساء في المخاض؛ ومن انسداد المساعدات الإنسانية مثل الغذاء والدواء والمياه.
تقدم هموكيد تعليقات حالة في قسم «مراقبة المحكمة» على موقعهم الإلكتروني حيث يقدمون «نقدًا قضائيًا يصدر عن محكمة العدل العليا والمحاكم الأخرى، في ضوء معايير حقوق الإنسان».
في عام 2006، رفعت هموكيد دعوى قضائية في محكمة الصلح بالقدس نيابة عن أحد سكان القدس الشرقية ضد دولة إسرائيل بتهمة "الاعتقالات المتكررة المزعومة من قبل الشرطة وجهاز الأمن (الشاباك)، والتأخيرات غير الضرورية في نقاط التفتيش والاستجوابات المسيئة بين عامي 1996 و1999"، وقدم محامي الدولة من مكتب المدعي العام لشؤون المدنيين في تل أبيب بيانا رسميًا للمحكمة اتهم فيها كل من هموكيد وبتسيلم بأنهما من المنظمات التي "تقوض وجود إسرائيل" و"تلحق بإسرائيل وقواتها الأمنية" و"تسبب ضررًا عالميًا لها" مضيفًا أن هموكيد" لا تدافع عن حقوق الإنسان" كما تدعي، ولكنها تدافع عن حقوق الفلسطينيين فقط" كما أن وصفها لنفسها كمنظمة حقوق إنسان ليس له أساس في الواقع والغرض منه التضليل"، وقدم مدير هموكيد شكوى إلى المدعي العام وقال إن وثيقة الدولة تحتوي على "هجمات جامحة" على كلا المنظمتين وعلى "مفهوم الدفاع عن حقوق الإنسان للفلسطينيين"، مضيفًا أن "هجوم الدولة على منظمات حقوق الإنسان النشطة وعلى الشرعية المطلقة لوجودهم يشكل تهديدًا خطيرًا للحكم الديمقراطي". طالبت هموكيد بتقديم بيان منقح من قبل الدولة، وتلقت تصريحات المدعي العام دعما من جيرالد شتاينبرغ من منظمة مونيتور  كما انتقدها المؤرخ والكاتب الإسرائيلي توم سيغف،  وصندوق إسرائيل الجديد،  وجمعية الحقوق المدنية في إسرائيل  والسياسية الإسرائيلية زهافا غال أون. تخلى مكتب المدعي العام الإسرائيلي عن تعليقات محامي الدولة، وقال أنه "لا يعكس موقف الادعاء ولا موقف الدولة، ولم يكن مصرحًا به"، وأن "موقف الدولة كان ولا يزال هو أن هموكيد: مركز الدفاع عن الفرد ومنظمة بتسيلم منظمات حقوق إنسان. وأكدوا أن ما وصفوه بتعليقات "غير لائقة" سيتم رفعه تقديم نسخة منقحة إلى المحكمة.
في مارس 2010، كانت هموكيد واحدة من عشر منظمات حقوقية شاركت في توقيع خطاب إلى وزير الدفاع الإسرائيلي إيهود باراك،  طالبت بتأجيل تنفيذ الأوامر العسكرية الخاصة بمنع عمليات التسلل والأحكام الأمنية التي، حسب المنظمة، أذنت للجيش الإسرائيلي بترحيل السكان الفلسطينيين من الضفة الغربية إذا لم يكن لديهم تصريح إسرائيلي وهو تصريح جديد مطلوب من غالبية الفلسطينيين في الضفة الغربية طبقًاللأمر العسكري رقم 1650 -هو تعديل للقانون العسكري لعام 1969- الذي يهدف إلى التعامل مع التسلل من الدول العربية المجاورة، ووفقاً للمنظمة غير الحكومية فسيتم تصنيف أي فلسطيني بدون تصريح على أنه «متسلل»،  وذكرت مصادر أمنية إسرائيلية أن المرسوم الجديد مصمم للسماح بالإشراف القضائي على طرد الأفراد بموجب الأمر.
في عام 2011، بناءًا على طلب مقدم من هموكيد بموجب قانون حرية المعلومات الإسرائيلي، قدم المستشار القانوني لمكتب وزارة العدل في يهودا والسامرة (الضفة الغربية) وثيقة تتضمن وصفًا سريًا استخدمته إسرائيل لإلغاء وضع الإقامة لـ 140,000 فلسطيني من سكان الضفة الذين سافروا إلى الخارج مثل الطلاب الذين يدرسون في الجامعات الأجنبية والأشخاص الذين هاجروا للعمل بالخارج. تم استخدام هذا الإجراء من احتلال الضفة الغربية عام 1967 حتى تم توقيع اتفاقات أوسلو عام 1994،  وقال دانييل روتشيلد منسق الأنشطة الحكومية في الأقاليم بين عامي 1991 و1995 أنه لم يكن على علم بهذا الإجراء وأنه «يمكن للمرء أن يستنتج أنه لم يكن من سكان الأراضي المحتلة»،  وقالت هموكيد إن «التجريد الجماعي لحق الإقامة لعشرات الآلاف من سكان الضفة الغربية، يعتبر بمثابة منفى دائم من وطنهم، يظل سياسة ديموغرافية غير شرعية وانتهاكًا خطيرًا للقانون الدولي»،  ووفقاً للمنظمة فإن عدد الفلسطينيين من قطاع غزة الذين فقدوا حقوق إقامتهم غير معروف.

## التمويل
وفقا لوكالة التلغراف اليهودية، تلقت هموكيد 300,000 دولار أمريكي من مؤسسة فورد عام 2002، كمى تلقت «ما لا يقل عن 8,500,000 شيكل كتمويل أوروبي» من 2006-2009. وفقاً لمقال صدر عام 2011 في مجلة ذا فوروارد، تلقت هموكيد في عام 2009 300,000 دولار من «مركز تطوير المنظمات غير الحكومية في رام الله» والذي حصل بدوره على تمويل من «جمعية الرعاية الخيرية في جنيف». في عام 2010، تلقى هموكيد أيضًا 25000 يورو من الحكومة الفنلندية.

## انتقادات
انتقد جيرالد شتاينبرغ هموكيد بأنها لا تشجع الحوار بين الإسرائيليين والفلسطينيين بنشر بيانات سياسية.

## وصلات خارجية
- هموكيد (الإنجليزية)